# スピリットメディカル
スピリットメディカルは、1975年に設立された台湾の医療機器メーカー。
聴診器が有名であるが、血圧計なども製造している。
世界中でスピリットブランドとして販売されているが、OEM製造メーカーとしても有名でありさまざまな国に形を変えて商品を供給している。

## クーパー聴診器
クーパー聴診器はスピリットメディカル社の製品で銅製の聴診器である。
アメリカ環境保護庁から除菌・滅菌効果があると公表されて以来、銅が感染を防ぐということが話題になっており、同製品は感染対策意識の高いドクターに愛用されている。